# کالین کمبل (کارگردان)
کالین کمبل (انگلیسی: Colin Campbell؛ ‏ تلفظ نام خانوادگی: ‎/ˈkæmbəl/‎؛ ‏ ۱۱ اکتبر ۱۸۵۹ – ۲۶ اوت ۱۹۲۸) فیلم‌نامه‌نویس و کارگردان اهل ایالات متحده آمریکا بود.

## بخشی از فیلم‌شناسی
- افسوس! یوریک بیچاره! (۱۹۱۳)
- بحران (۱۹۱۶)
- باتلاق (۱۹۲۱)